# Direction générale du Travail
Pour les articles homonymes, voir DGT.
La direction générale du Travail (DGT) est une direction de l'administration d’État française, rattachée au ministère du Travail. La DGT a pour mission de coordonner et diriger la politique du travail afin d’améliorer les relations collectives et individuelles et les conditions de travail dans les entreprises ainsi que la qualité et l’effectivité du droit qui les régit.

## Historique
La direction générale du Travail et de la main d’œuvre est créée en 1946, elle est ensuite éclatée en deux directions, puis rétablie le 22 mars 1957. Elle est renommée en 1964 en direction générale du Travail et de l’Emploi,.
Un décret signé le 25 juin 1975 fait apparaître une nouvelle organisation, avec la direction des relations au travail,  la délégation à l’emploi et le service des études et de la statistique.
Un décret signé le 22 août 2006 créé la direction générale du Travail, en remplacement de la mission centrale d'appui et de coordination des services extérieurs du travail créé en 1982, et de la direction des relations du travail.

## Missions
La direction générale du travail a autorité sur les services déconcentrés et est chargée de l'application de la convention n° 81 de l'Organisation internationale du travail (OIT) du 11 juillet 1947 sur l'inspection du travail, ainsi que de la convention n° 129 du 25 juin 1969 sur l'inspection du travail en agriculture, de la convention n° 178 du 22 octobre 1996 et des règles 5.1.4 à 5.1.6 du titre 5 de la convention de travail maritime 2006 sur l'inspection des conditions de travail et de vie des gens de mer. Elle exerce à ce titre pour les agents de l'inspection du travail la fonction d'autorité centrale, d'organe central et d'autorité centrale de coordination prévue par ces conventions. Elle a autorité sur les agents de l'inspection du travail dans le champ des relations du travail. Elle fixe les modalités de coordination entre les différentes unités de contrôle du système d'inspection.
La direction générale du travail :
- détermine les orientations de la politique du travail, coordonne et évalue les actions, notamment en matière de contrôle de l'application du droit du travail ;
- contribue à la définition des principes de l'organisation du réseau territorial ;
- assure l'appui et le soutien des services déconcentrés dans l'exercice de leurs missions ;
- veille au respect des règles déontologiques des agents de l'inspection du travail ;
- coordonne les liaisons avec les services exerçant des fonctions d'inspection du travail relevant d'autres départements ministériels ;
- conduit des actions spécifiques de contrôle[7].

Les politiques publiques portées par la DGT sont relayées sur le territoire national par l’action des directions régionales des entreprises, de la concurrence, de la consommation, du travail et de l'emploi.
La direction générale du Travail s’appuie également sur un réseau d’opérateurs, comme l’Agence nationale de sécurité sanitaire de l'alimentation, de l'environnement et du travail ou l’Agence nationale pour l’amélioration des conditions de travail dont elle assure la tutelle.
Depuis 2002, la DGT siège dans un immeuble du Front-de-Seine, au 39-43 quai André-Citroën, la tour Mirabeau (15e arrondissement).
La direction générale du travail comprend :
- le service des relations et des conditions de travail ;
- le service de l'animation territoriale de la politique du travail et de l'action de l'inspection du travail ;
- le département des affaires générales.

Sont en outre rattachés au directeur général un cabinet, une mission communication, l'inspection médicale du travail et la fonction de coordination juridique.

## Succession des directeurs
| Portrait                                                                          | Identité                      | Période           | Période |
| Portrait                                                                          | Identité                      | Début             | Fin     |
| --------------------------------------------------------------------------------- | ----------------------------- | ----------------- | ------- |
| Pas de portrait sous licence libre disponible pour Dominique Balmary.             | Dominique Balmary (d)         | 1980              | 1982    |
| Martine Aubry                                                                     | Martine Aubry                 | 13 avril 1984     |         |
| Pas de portrait sous licence libre disponible pour Olivier Dutheillet de Lamothe. | Olivier Dutheillet de Lamothe | 10 septembre 1987 |         |
| Jean Marimbert en 2010.                                                           | Jean Marimbert                | 22 juin 1995      |         |
| Jean-Denis Combrexelle, 7 septembre 2011.                                         | Jean-Denis Combrexelle        | 25 janvier 2001   |         |

| Portrait                                                          | Identité               | Période        | Période           |
| Portrait                                                          | Identité               | Début          | Fin               |
| ----------------------------------------------------------------- | ---------------------- | -------------- | ----------------- |
| Jean-Denis Combrexelle, 7 septembre 2011.                         | Jean-Denis Combrexelle | 25 août 2006   | 20 mars 2014      |
| Yves Struillou en 2011.                                           | Yves Struillou         | 20 mars 2014   | 16 septembre 2020 |
| Pas de portrait sous licence libre disponible pour Pierre Ramain. | Pierre Ramain (d)      | 7 octobre 2020 |                   |